# Sylvie Goulard
Sylvie Goulard, nata Grassi (Marsiglia, 6 dicembre 1964), è una politica, funzionaria e saggista francese, europarlamentare per il Movimento Democratico dal 2009 al 2017. Dal 2016 affiliata al movimento La République En Marche, è stata ministro della Difesa dal 17 maggio al 20 giugno 2017. Dal 17 gennaio 2018 è vice governatore della Banca di Francia.

## Biografia
Nata e cresciuta a Marsiglia, Goulard studiò all'Istituto di studi politici di Parigi e all'École nationale d'administration. Dopo la laurea lavorò presso il Ministero degli Esteri dal 1989 al 1999, presso il Consiglio di Stato dal 1993 al 1996, e poi presso il Centre d'études et de recherches internationales dal 1999 al 2011. Parla fluentemente inglese, tedesco e italiano.
Fra il 2001 e il 2004 fu consigliera politica dell'allora presidente della Commissione europea Romano Prodi. Intanto seguì i lavori della Convenzione europea che portarono alla redazione della Costituzione europea, che non fu mai ratificata a causa del no al referendum in Francia e nei Paesi Bassi. Venne eletta presidentessa del Mouvement Européen-France nel 2006, ruolo che abbandonò nel 2010 per consacrarsi all'attività di europarlamentare.
Candidata per la lista del Movimento Democratico alle elezioni europee del 2009, venne eletta europarlamentare nella circoscrizione Ovest della Francia e aderisce all'ALDE, nel 2010 fu una dei fondatori del Gruppo Spinelli insieme a Guy Verhofstadt, Daniel Cohn-Bendit e Isabelle Durant. Goulard è stata docente presso il Collegio d'Europa a Bruges dal 2005 al 2009. Autrice di svariati saggi, nel 2012 scrisse insieme all'allora presidente del Consiglio italiano Mario Monti il libro La democrazia in Europa.
Ha aderito al movimento La République En Marche nel 2016. È nominata ministro della Difesa il 17 maggio 2017, nel Primo Governo di Édouard Philippe, dimettendosi un mese più tardi, il 20 giugno 2017, in seguito all'inchiesta sul presunto abuso di pagamenti agli assistenti del Parlamento europeo. Il 17 gennaio 2018 è nominata vice governatore della Banca di Francia, in sostituzione di Anne Le Lorier.
Nel settembre 2019 viene indicata dalla Francia per il ruolo di commissaria europea, designata per il portafoglio al Mercato Interno con deleghe all'industria della difesa e dello spazio, nella commissione presieduta da Ursula von der Leyen. Nell'ottobre 2019 le Commissioni parlamentari Mercato interno e protezione dei consumatori (IMCO), e Industria, ricerca ed energia (ITRE) si sono espresse contro la sua candidatura, dapprima attraverso una votazione a maggioranza qualificata di due terzi, e poi in una votazione a maggioranza semplice, il cui esito è stato di 82 voti contrari e 29 favorevoli e un astenuto.

## Vita privata
Sposata con Guillaume Goulard, consigliere di Stato. Dal matrimonio sono nati tre figli.

## Opere
- Le Grand Turc et la République de Venise, Arthème Fayard, 2004 (ISBN 978-2213622408)
- Le Coq et la Perle, Éditions du Seuil, 2007 (ISBN 978-2020926287)
- Le partenariat privilégié, alternative à l'adhésion in collaborazione con Rudolf Scharping, Karl Theodor Freiherr zu Guttenberg, Pierre Defraigne, Carlo Altomonte, Lucas Delattre, Note bleue n° 38 della Fondation Schuman, 6 dicembre 2007
- L'Europe pour les nuls, First, 2007 (ISBN 978-2754003216)
- Il faut cultiver notre jardin européen, Éditions du Seuil, 2008 (ISBN 978-2020983051)
- La Mondialisation pour les Nuls, di Francis Fontaine, con Brune de Bodman e Sylvie Goulard, First, 2010
- La Democrazia in Europa: guardare lontano, con Mario Monti, Rizzoli, 2012 (ISBN 978-88-17-06427-9)
- Europe : amour ou chambre à part, Groupe Flammarion, Collezione "Café Voltaire", 2013
- Goodbye Europe, Groupe Flammarion, 2016